# Квинт Квинкций Цинцинат
Квинт Квинкций Цинцинат (на латински: Quintus Quinctius Cincinnatus) e политик на Римската република.
Той е през 415 пр.н.е. и 405 пр.н.е. консулски военен трибун.